# Тополь Дейви
Тополь Дейви (англ. Davie Poplar) ― дерево лириодендрона тюльпанового, растущее на территории кампуса Университета Северной Каролины в Чапел-Хилле. Названо в честь генерала Войны за независимость США и основателя университета Уильяма Ричардсона Дейви. Возраст дерева оценивается примерно в 300―375 лет.

## История и легенды
Известно, что в 1792 году, когда начались работы по созданию Университета Северной Каролины в Чапел-Хилле, на территории будущего учебного заведения уже находилось большое дерево. Легенда гласит, что Уильям Ричардсон Дейви лично принял решение основать университет вокруг дерева, под сенью которого он однажды летом приятно отобедал. Однако эта история не соответствует документальным фактам: местоположение университета было выбрано комитетом из шести человек в ноябре 1792 года. Дерево получило своё название благодаря Корнелии Филлипс Спенсер в конце 1800-х годов, которая решила отдать должное этой легенде.

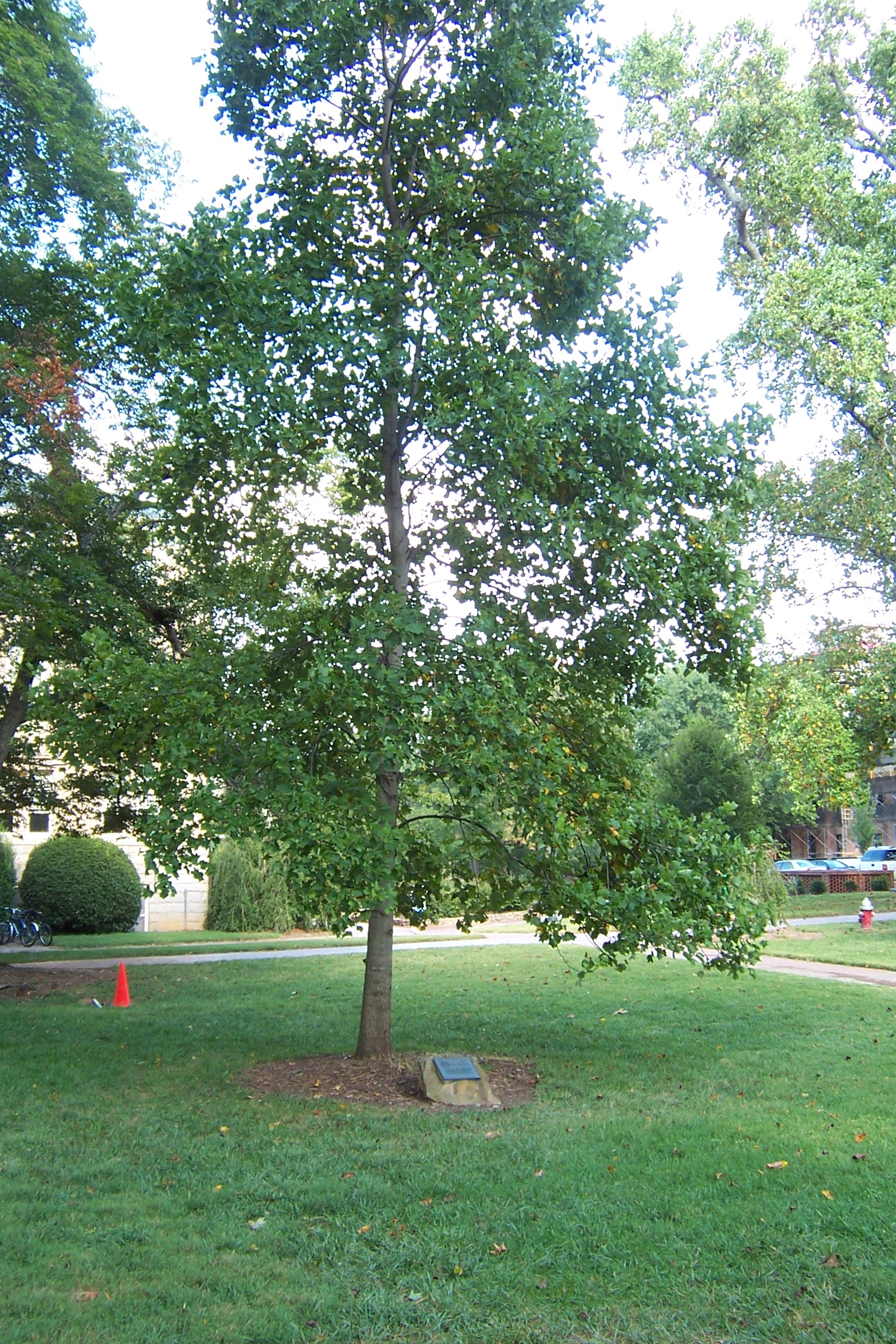
Тополь Дейви III. Посажен в 1993 году из семян первоначального дерева

Ещё одна распространённая легенда, связанная с деревом, гласит, что до тех пор, пока тополь остаётся на месте, университет будет процветать; однако если он однажды упадёт, погибнет и сам университет. Для сохранения дерева было предпринято множество мер. Так, в 1918 году, после того, как дерево было поражено молнией, руководство университета решило привить новое дерево, названное «Тополь Дейви-младший». Второй «Тополь Дейви-младший» был посажен возле здания Хинтон Джеймс Холл. Позднее ещё одно дерево, названное «Тополь Дейви III», был посажено ряд с оригинальным деревом из его же семян. В 1953 году главное дерево было обмотано стальной лентой, а основание его было заполнено бетоном и обрезано, чтобы поддержать дерево в вертикальном положении.
В рамках празднования двухсотлетия университета в 1993 году, сто саженцев с дерева были переданы сотне детей, который посадили их на территории сотни округов Северной Каролины. В 1996 году Тополь Дейви был повреждён ураганом Фрэн.
2 ноября 2017 года у подножия главного тополя было приведено в действие небольшое взрывное устройство, в результате обгорел край дерева. Взрыв причинил лёгкие ранения доктору Даниэлю Рейхарту, который пытался потушить пожар.